# Gtkmm
gtkmm est une bibliothèque logicielle de binding permettant l'utilisation du toolkit GTK+ en langage C++. C'est l'interface officielle de GTK+ et GNOME en langage C++. Le nom gtkmm signifie gtk-- (gtk moins moins) assez curieusement car il s'agit pour l'essentiel d'un portage en C++.
Bien que simple adaptateur de l'interface GTK+, gtk—est toutefois doté de mécanismes spécifiques puissants et fiables (typesafe) pour la gestion des signaux et le "branchement" des fonctions de rappel (callback functions) avec la bibliothèque libsigc++ (a signal/slots system).
gtk—est également basé sur glibmm qui est à la bibliothèque glib, ce que gtkmm est aux bibliothèques gdk et gtk+.
En ce qui concerne les interfaces utilisateurs, elles peuvent être créées facilement à l'aide de Glade, en utilisant libglademm.
gtk—est un logiciel multiplate-forme et libre distribué sous la licence GNU LGPL.

## Exemple
```
#include
 
<gtkmm.h>

int
 
main
(
int
 
argc
,
 
char
 
*
argv
[])

{

    
Gtk
::
Main
 
kit
(
argc
,
 
argv
);

    
Gtk
::
Window
 
window
;

    
Gtk
::
Main
::
run
(
window
);

    

    
return
 
0
;

}

```

Ce programme crée une fenêtre vierge de 200 x 200 pixels.